# Apple Venus Volume 1
Apple Venus Volume 1 — тринадцатый студийный альбом британской рок-группы XTC. Альбом был выпущен 17 февраля 1999 года. Он стал первым на собственном лейбле группы Idea Records, распространявшемся через Cooking Vinyl в Великобритании и TVT Records в США. Альбом в значительной степени опирается на струнные, акустические гитары и клавишные, развивая более оркестровый подход, развитый на предыдущем альбоме группы Nonsuch (1992), в то время как тексты песен отражают темы язычества, среднего возраста, романтики и возрождения. Apple Venus Volume 1 был встречен критиками и имел умеренный коммерческий успех, достигнув 42-го места в британском чарте альбомов UK Albums Chart и 106-го места в американском Billboard 200.
Лидер группы Энди Партридж, автор большей части Apple Venus, охарактеризовал его как «орхустический» (гибрид слов «orchestral» и «acoustic»). Он хотел, чтобы название альбома отсылало к «прекрасной женщине». Этот альбом фактически ознаменовал возвращение XTC, которые провели половину десятилетия в забастовке против своего бывшего лейбла Virgin Records. Изначально Apple Venus планировался как двойной альбом, но, поскольку у группы не было достаточно денег на запись всего накопленного материала, они решили разделить песни, более ориентированные на рок, на «второй том» (выпущенный годом позже под названием Wasp Star).
В конце 1999 года XTC выпустила альбом Homespun – версию альбома Apple Venus, состоящую из демо-записей. В 2002 году последовал альбом Instruvenus, содержащий фонограммы альбома. В 2003 году журнал Mojo поместил Apple Venus на 47-е место в своём списке «50 самых эксцентричных альбомов». Альбом был включён в книгу «1001 альбом, который вы должны услышать перед смертью».

## История
Предыдущий альбом XTC, Nonsuch, был тепло принят критиками после выхода в апреле 1992 года. Песня «Wrapped in Grey» планировалась как третий сингл с альбома, но была немедленно отозвана лейблом Virgin Records. Это вызвало особое недовольство лейбла Энди Партриджа. В 1993 году он задумал следующий проект группы как альбом песен в стиле бабблгам-поп; альбом должен был быть замаскирован под ретроспективную компиляцию 12 разных групп начала 1970-х. Тексты песен были откровенно сексуальными, а названия песен — такими, как «Lolly (Suck It and See)» и «Visit to the Doctor». Партридж вспоминал, как играл демо-записи агентам Virgin, которые отвергли проект; он сравнивал их реакцию со сценой «Весна для Гитлера» из фильма Мела Брукса «Продюсеры» (1968).

## Отзывы
| Оценки критиков      | Оценки критиков |
| Источник             | Оценка          |
| -------------------- | --------------- |
| AllMusic             | [ 1 ]           |
| Entertainment Weekly | A−              |
| The Guardian         | [ 13 ]          |
| Los Angeles Times    | [ 14 ]          |
| NME                  | 7/10            |
| Pitchfork            | 8.2/10          |
| Q                    | [ 17 ]          |
| Rolling Stone        | [ 18 ]          |
| Spin                 | 8/10            |
| The Village Voice    | B+              |

Альбом получил положительные отзывы музыкальной критики и интернет-изданий. Реклама была минимальной. Сара Зупко из PopMatters посчитала, что альбом «более чем стоил ожидания. Энди Партридж и Колин Молдинг с пользой провели своё свободное время, уделив особое внимание этому набору мелодий, которые входят в число лучших их произведений. … эта пластинка — безоговорочный претендент на звание одной из лучших пластинок 1999 года». Скотт Шиндер поставил альбому оценку «отлично» в журнале Entertainment Weekly, написав: «Великолепные, но слегка тревожные аранжировки прекрасно сочетаются с изысканно изъянным гуманизмом композиций Энди Партриджа и Колина Молдинга, придавая необходимую тревожность таким горько-сладким мелодиям, как „I Can’t Own Her“, „Greenman“ и „The Last Balloon“».
Сравнивая альбом с более ранними работами группы, Зак Хукер из Pitchfork отметил: «Apple Venus отмечает, что они продолжают практически с того места, на котором остановились. Или, возможно, даже немного раньше». Стилистически он охарактеризовал альбом как нечто среднее между «Aпельсинами и лимонами» и Skylarking и «небольшим гнездом отличных песен». Барри Уолтерс из Rolling Stone написал, что пластинка «наполнена остроумием и энергией, которые делали их рок-н-ролльным, но делает это с использованием духовых инструментов, акустических гитар, скрипок, деревянных духовых и минимального количества ударных. … вместо того, чтобы отсылать к шестидесятым, Партридж и Молдинг предлагают вневременное пасторальное прошлое, богатое мелодичностью и утончённостью». Стивен Томас Эрлевайн из AllMusic отметил: «Хотя есть сходство с пасторальным Skylarking или отрывками из Nonsuch, в каноне XTC действительно нет сопоставимой пластинки, учитывая её выдержанное настроение, экспериментальность и проблески исповеди… [Apple Venus] легко можно назвать одним из величайших произведений XTC».
С другой стороны, Роберт Кристгау написал, что «студийные крысы остаются студийными крысами, и тексты песен не настолько глубоки, как думают Энди и Колин, но, по крайней мере, нерелевантны не значит непонятны, лишены юмора или слезливы». Грег Кот из Chicago Tribune предупредил, что альбом может оказаться «возможно, слишком радикальным [для] отступления» для старых фанатов. Алексис Петридис из Daily Telegraph прокомментировал, что, хотя это и «незначительная придирка», «худшим излишеством» альбома, возможно, является его «причудливость». Джим Вирт из NME написал, что, несмотря на то, что у Партриджа и Молдинга «отвратительная привычка изо всех сил стучать по педали аккорда в моменты скуки, психоделической деревенской магии в них всё ещё достаточно, чтобы это стоило отметить».

## Список композиций
Слова и музыка всех песен — Andy Partridge, кроме «Frivolous Tonight» и «Fruit Nut», написанных Colin Moulding.
| №                   | Название                   | Длительность |
| ------------------- | -------------------------- | ------------ |
| 1.                  | «River of Orchids»         | 5:53         |
| 2.                  | «I'd Like That»            | 3:50         |
| 3.                  | «Easter Theatre»           | 4:37         |
| 4.                  | «Knights in Shining Karma» | 3:39         |
| 5.                  | «Frivolous Tonight»        | 3:10         |
| 6.                  | «Greenman»                 | 6:17         |
| 7.                  | «Your Dictionary»          | 3:14         |
| 8.                  | «Fruit Nut»                | 3:01         |
| 9.                  | «I Can't Own Her»          | 5:26         |
| 10.                 | «Harvest Festival»         | 4:15         |
| 11.                 | «The Last Balloon»         | 6:40         |
| Общая длительность: | Общая длительность:        | 50:09        |

## Чарты
| Чарт (1999)                      | Высшая позиция |
| -------------------------------- | -------------- |
| Австралия (ARIA)                 | 74             |
| Канада (RPM)                     | 39             |
| Япония (Oricon)                  | 141            |
| Великобритания (UK Albums Chart) | 42             |
| США (Billboard 200)              | 106            |